# Akna
Na mitologia inuíte Akna (a "mãe") é uma deusa de fertilidade e do parto.
É também o nome da deusa da maternidade e do nascimento na mitologia maia. 